# Fuglafjørður
Fuglafjørður este un oraș din Insulele Faroe.